# Landespreis für Bildende Kunst Baden-Württemberg
Der Landespreis für Bildende Kunst Baden-Württemberg (bis Februar 2024: Hans-Thoma-Preis), Staatspreis des Landes Baden-Württemberg, wird seit 1950, seit 1971 alle zwei Jahre, an Bildende Künstler und Künstlerinnen vergeben, die bereits ein anerkanntes Werk aufweisen oder eine Weiterentwicklung zu hohen Leistungen erwarten lassen. Sie müssen in Baden-Württemberg geboren sein oder hier einen Schwerpunkt ihrer Arbeit haben. Die Auszeichnung ist seit dem 25. August 2022 mit 25.000 Euro dotiert. Der Preis war bis Februar 2024 benannt nach dem in Bernau im Schwarzwald geborenen Maler Hans Thoma (1839–1924), wurde jedoch umbenannt, nachdem festgestellt wurde, dass Thoma ein „völkisch, antimodernes Weltbild“ verkörpert und sich auch antisemitisch geäußert hatte.
Anlässlich der Preisverleihung, die bislang traditionell in Bernau am Hans-Thoma-Tag, dem zweiten Augustwochenende eines ungeraden Jahres stattfand, wurde auch eine Ausstellung mit Werken des neu nominierten Preisträgers im Hans-Thoma-Kunstmuseum eröffnet. Derzeit steht nur fest, dass die Preisverleihung nach wie vor in Bernau abgehalten werden soll.
Seit 1996 wird an gleichem Ort, jedoch in geraden Jahren, der EnBW-Förderpreis (seit 2010 NaturEnergie-Förderpreis) verliehen.

## Preisträger
- 1950 – Albert Haueisen
- 1951 – Kurt Bildstein gemeinsam mit Josef Hauser (1908–1986)
- 1952 – Hans Schroedter
- 1953 – Karl Albiker
- 1954 – Emil Bizer
- 1955 – Adolf Strübe
- 1956 – Hans Meid
- 1957 – Rudolf Riester
- 1958 – Curth Georg Becker
- 1959 – Arthur Fauser
- 1960 – Johannes Thiel
- 1961 – Karl Hubbuch
- 1962 – Wilhelm Schnarrenberger
- 1963 – Xaver Fuhr
- 1964 – Willi Müller-Hufschmid
- 1965 – Karlheinz Scherer
- 1966 – Emil Wachter
- 1967 – Otto Dix
- 1968 – Will Sohl
- 1969 – Hans Kuhn
- 1970 – Helmut Müller-Wiehl
- 1971 – Irma Grabhorn-Engel
- 1973 – Hans Martin Erhardt
- 1975 – Walter Herzger
- 1977 – Franz Bernhard
- 1979 – Peter Dreher
- 1981 – Jürgen Brodwolf
- 1983 – Anselm Kiefer
- 1985 – Manfred Henninger
- 1987 – Fritz Klemm
- 1989 – K.R.H. Sonderborg
- 1991 – Romane Holderried Kaesdorf
- 1993 – Dieter Krieg
- 1995 – Albrecht von Hancke
- 1997 – Alfonso Hüppi
- 1999 – Fritz Schwegler
- 2001 – Helmut Dorner
- 2003 – Thomas Ruff
- 2005 – Micha Ullman
- 2007 – Silvia Bächli gemeinsam mit Rolf-Gunter Dienst
- 2009 – Tobias Rehberger
- 2011 – Karin Sander
- 2013 – Werner Pokorny
- 2015 – Andrea Zaumseil
- 2017 – Platino
- 2019 – Christa Näher
- 2021 – Ulrike Ottinger
- 2023 – Marcel van Eeden
- 2025 – Nevin Aladağ